# Roziwka
Roziwka (do 1788 Rozenjuerg) – osiedle typu miejskiego w obwodzie zaporoskim Ukrainy, siedziba władz rejonu roziwskiego.

## Historia
Status osiedla typu miejskiego posiada od 1938.
W 1989 liczyło 4871 mieszkańców.
W 2013 liczyło 3408 mieszkańców.
W 2022 okupowane przez wojska DRL